# Zeta Cephei
Zeta Cephei (ζ Cep / 21 Cephei / HD 210745 / HR 8465), también llamada Tsao Fu evocando a un auriga de la mitología china, es la cuarta estrella más brillante en la constelación de Cefeo.
Con magnitud aparente +3,39, es superada en brillo por Alderamin (α Cephei), Errai (γ Cephei) y Alfirk (β Cephei).
Se encuentra a unos 725 años luz de distancia del sistema solar. 
Zeta Cephei es una supergigante naranja de tipo espectral K1.5Iab con una temperatura superficial de 4310 K. La medida de su diámetro angular permite evaluar su diámetro, siendo este 126 veces más grande que el diámetro solar, más de la mitad de la distancia que separa la Tierra del Sol.
Brilla con una luminosidad 3600 veces mayor que la del Sol.
Tiene una masa entre 6,5 y 8 masas solares —dependiendo de su estado evolutivo— y una edad estimada de 50 millones de años.
Su contenido en metales es alto, siendo su índice de metalicidad [Fe/H] = +0,22, un 66% superior al del Sol.
Asimismo, pierde masa a un ritmo aproximado de una millonésima de la masa solar cada año.
Una pequeña variación de 0,04 magnitudes en el brillo de Zeta Cephei puede deberse a la presencia de una estrella acompañante que periódicamente la eclipsa.
Por ello, está catalogada como variable eclipsante.